# پرخوری
پرخوری (به انگلیسی: Binge eating)، یک الگوی اختلال در غذا خوردن است که شامل دوره‌هایی از غذا خوردن غیرقابل کنترل است. این یکی از علائم شایع از اختلال‌های خوردن مانند اختلال پرخوری و پرخوری عصبی است. در طول چنین پرخوری، فرد به سرعت مقدار زیادی غذا مصرف می‌کند. تشخیص پرخوری با احساس از دست دادن کنترل همراه است. اختلال پرخوری نیز با اضافه وزن و چاقی مرتبط است.

## تشخیص
دی‌اس‌ام-۵ شامل معیارهای تشخیص اختلال برای اختلال پرخوری (BED) است، به شرح زیر است:
- دوره‌های پرتکرار و مداوم پرخوری
- دوره‌های پرخوری با سه (یا بیشتر) از موارد زیر مرتبط است:
  - غذا خوردن بسیار سریع‌تر از حد معمول.
  - خوردن تا زمانی که احساس سیری ناخوشایندی داشته باشید.
  - خوردن مقادیر زیاد غذا زمانی که از نظر جسمی گرسنه نیستید.
  - تنها غذا خوردن به‌دلیل خجالت خوردن از مقدار غذا خوردن.
  - احساس انزجار از خود، افسردگی یا گناه بسیار پس از پرخوری.
- ناراحتی مشخص دربارهٔ پرخوری.
- عدم وجود رفتارهای جبرانی منظم. (مانند پاک‌سازی)